# Golf au Chili
Le golf au Chili est un sport majoritairement pratiqué dans les milieux aisés du pays. Professionnellement, il est organisé par la Federación Chilena de Golf, créée en 1932, affiliée à la Real y Antiguo depuis 1948 et a été l'un des fondateurs de la Federación Sudamericana de Golf en 1954. La principale compétition chilienne de golf est l'Abierto de Chile du PGA Tour Latinoamérica, organisée dans la capitale Santiago. Les clubs et parcours les plus connus sont ceux de Granadilla, Los Leones, Mapocho, Prince of Wales et de San Cristóbal. Les meilleurs golfeurs du monde ont été Nicole Perrot (n° 15) et Joaquín Niemann (n° 25). L'équipe masculine chilienne a remporté sept titres de la Copa Los Andes : en 1944, 1946, 1971, 1979, 1986, 1999 et 2012, tandis que l'équipe féminine en a remporté quatre : en 1954, 1956, 2001 et 2010.

## Histoire

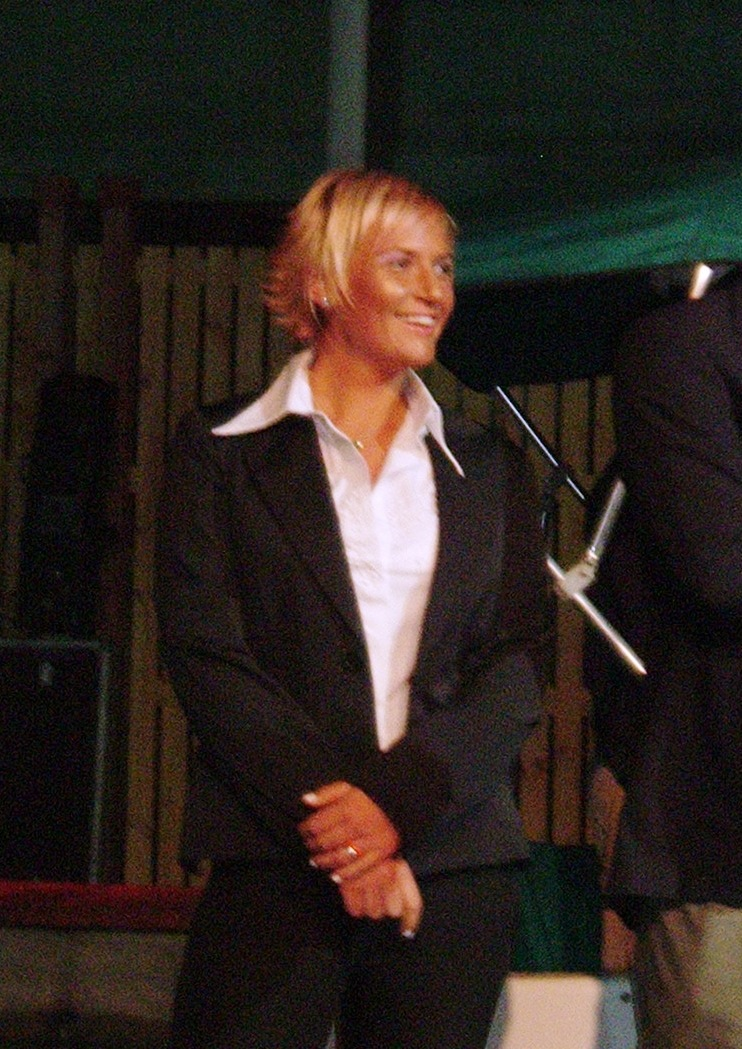
Nicole Perrot.

Au XXe siècle, les golfeurs les plus remarquables étaient Sara García, Enrique Orellana, Guillermo Encina et Roy Mackenzie ; au XXIe siècle, on pouvait citer Nicole Perrot, Felipe Aguilar, Mark Tullo, Paz Echeverría, Benjamín Alvarado, Guillermo Pereira et Joaquín Niemann, le golfeur le plus remarquable de l'histoire du pays selon les spécialistes. En 1932 se crée l'Association chilienne de golf - précédant la fédération nationale, établie le 25 mai 1948 -, qui fondera la Copa Los Andes (« Coupe Los Andes ») en 1944, le championnat de golf sud-américain pour adultes au niveau national. Le 29 octobre 1969 se crée l'Asociación de Jugadores Profesionales de Golf de Chile (« Association chilienne des joueurs de golf professionnels »).
En 1954, le Chili fait ses débuts dans la Coupe du monde de golf, fondée en 1953. En 1964, Orellana devient le premier Chilien à participer à un tournoi majeur - les Masters de golf - et au Mackenzie de 1991, du PGA European Tour, ainsi qu'à figurer au classement mondial en 1992, établi en 1986,. En 2005, Perrot devient la première Chilienne à jouer dans les quatre tournois majeurs, ainsi qu'à participer et à remporter un titre durant le LPGA Tour. Aguilar devient le premier champion local sur circuit européen, lors de l'Indonesia Open 2008. Niemann, quant à lui, finit dans le top 10 du Valero Texas Open 2018 organisé par le PGA Tour, mène lors du Memorial Tournament 2018, joue dans les quatre tournois majeurs en 2019, et gagne un trophée au Greenbrier Classic,,,.